# Alfred Ipsen
Peter Alfred Buntzen Ipsen, född 17 mars 1852 i Köpenhamn, död 20 november 1922, var en dansk författare, översättare och redaktör.
Ipsens föräldrar dog under koleraepidemin 1853 och han sattes i ett fosterhem; ett barnlöst prästpar. Han tillbringande skolgången i Randers och Aarhus och tog studentexamen 1872. Han tillbringade därefter ett halvår på Testrup Højskole, där han blev starkt påverkad av grundtvigianismen. Han tog examen i teologi från Aarhus universitet 1877 med målet att bli präst. Han bröt dock en period med kristendomen och anslöt sig till den litterära vänstern och fritänkarna, i vilken Georg Brandes hörde till de mest namnkunniga. Ipsen började studera det engelska språket och litteraturen och blev efter en kort studieresa i England 1879 språklärare i Odense. Han var även journalist på Morgenbladet. Några år senare flyttade han tillbaka till Köpenhamn, där han började sin karriär som redaktör och författare. Han var redaktör för tidningen Samfundet. Han debuterade med diktsamlingen Ad grønne Stier 1883. I sitt senare författarskap kom han att rikta skarp kritik mot Georg Brandes och hans kritik av kristendomen, däribland i trilogin Georg Brandes, en Bog om Ret og Uret (1902-03). Ipsen översatte även flera verk från engelska, svenska och tyska till danska. Till dessa hör verk av Lord Byron, Gottfried Keller, Erik Gustaf Geijer och Heinrich Heine.
Ipsen tilldelades Anckerska legatet 1889, som han spenderade på resor till England, Frankrike och Nederländerna. Dessa resulterade i reseskildringen Holland (1891). Han var vice ordförande i Dansk Forfatterforening (1897-1900) och från 1909 ordförande i National Forfatterforening.